# Kootenay Ice
Kootenay Ice var ett kanadensiskt proffsjuniorishockeylag som är baserat i Cranbrook, British Columbia och spelade i den nordamerikanska proffsjuniorligan Western Hockey League (WHL) 1998 och 2019, när laget flyttades till Winnipeg i Manitoba och blev Winnipeg Ice. De har sitt ursprung i Edmonton Ice som spelade i WHL mellan 1996 och 1998. Laget spelade sina hemmamatcher i Western Financial Place, som har en publikkapacitet på 4 654 åskådare. De vann Memorial Cup för säsong 2001–2002 och WHL för säsongerna 1999–2000, 2001–2002 och 2010–2011.
Ice hade fostrat spelare som Mike Comrie, Adam Cracknell, Nigel Dawes, Cody Eakin, Matt Fraser, Steve McCarthy, Brayden McNabb, Roman Polák, Max Reinhart, Sam Reinhart, Aaron Rome, Jarret Stoll, Marek Svatoš och Matt Walker som alla tillhör alternativt tillhörde olika medlemsorganisationer i den nordamerikanska proffsligan National Hockey League (NHL).